# Hieronymus von Colloredo-Mansfeld

Stemma Colloredo-Mansfeld

Hieronymus von Colloredo-Mansfeld (Wetzlar, 30 marzo 1775 – Vienna, 23 luglio 1822) è stato un generale austriaco.

## Biografia
Figlio del principe Franz de Paula Gundaker von Colloredo-Mansfeld, ambasciatore austriaco in Spagna dal 1767 al 1770 e vice cancelliere del Sacro Romano Impero dal 1788 al 1806, Hieronymus nipote dell'arcivescovo di Salisburgo, Hieronymus von Colloredo, che fu a suo tempo patrono di Mozart.
Entrato nell'esercito imperiale nel 1792 col grado di tenente, combatté agli ordini del generale Clerfait nella campagna dello Champagne dopo la qual venne promosso al grado di tenente prendendo parte alle campagne del 1793 e del 1794 nelle Fiandre, giungendo al grado di capitano nel 1794. Nel 1796 combatté nuovamente in Italia col generale Dagobert Sigmund von Wurmser venendo promosso colonnello e prendendo poi parte alla Battaglia di Hohenlinden, distinguendosi come generale di divisione sotto il comando dell'arciduca Carlo con la sua brigata a Caldiero. Nel 1809 combatté a Raab e poi coprì la ritirata dell'esercito a Komarno. Nel 1813 prese parte alla Battaglia di Lipsia.
Al termine delle guerre napoleoniche, si ritirò a vita privata e morì a Vienna nel 1822.
Nel 1863 l'imperatore Francesco Giuseppe decise di commemorarlo degnamente come uno dei principali generali che avevano combattuto nelle guerre contro la Francia napoleonica e per questo diede disposizioni per creare un monumento in suo onore presso il campo di Arbesau, nella Boemia settentrionale, dove aveva combattuto la Battaglia di Kulm.

## Matrimonio e figli
Il 2 febbraio 1802 a Vienna, Hieronymus sposò la contessa Wilhelmina von Waldstein und Wartenberg, figlia del conte Giorgio Cristiano e di sua moglie, la contessa Elizabeth von Ulfeldt (1775-1849), già dama di palazzo e dell'Ordine della Croce Stellata. Da questa unione nacquero due figli:
- Franz Gundaker (1802-1852), IV principe di Colloredo-Mannsfeld, sposò la contessa Cristiana di Clam-Gallas
- Wilhelmina Elizabeth (1804-1871), dama di palazzo e dell'Ordine della Croce Stellata, sposò il principe Rudolf Kinsky von Wchinitz und Tettau

## Ascendenza
|                                                |                    |                                         | Genitori                                         |  |  | Nonni |  |  | Bisnonni                       |  |  | Trisnonni               |  |
|                                                |                    |                                         |                                                  |  |  |       |  |  | Hieronymusdi Colloredo-Waldsee |  |  | Ferdinand von Colloredo |  |
|                                                |                    |                                         |                                                  |  |  |       |  |  | Hieronymusdi Colloredo-Waldsee |  |  | Ferdinand von Colloredo |  |
|                                                |                    | Felicita Rabatta                        |                                                  |  |  |       |  |  | Hieronymusdi Colloredo-Waldsee |  |  |                         |  |
| Rudolph Joseph von Colloredo-Waldsee           |                    |                                         |                                                  |  |  |       |  |  | Hieronymusdi Colloredo-Waldsee |  |  |                         |  |
|                                                |                    | Felicita Kinsky von Wchinitz und Tettau | Wenceslaus Norbert Kinsky zu Wchinitz und Tettau |  |  |       |  |  |                                |  |  |                         |  |
|                                                |                    | Felicita Kinsky von Wchinitz und Tettau | Wenceslaus Norbert Kinsky zu Wchinitz und Tettau |  |  |       |  |  |                                |  |  |                         |  |
|                                                |                    | Felicita Kinsky von Wchinitz und Tettau | Anna Franziska Barbara zu Martinicz              |  |  |       |  |  |                                |  |  |                         |  |
| Franz de Paula Gundaker von Colloredo-Mansfeld |                    | Felicita Kinsky von Wchinitz und Tettau |                                                  |  |  |       |  |  |                                |  |  |                         |  |
|                                                |                    | Gundakar Thomas von Starhemberg         | Konrad Balthasar von Starhemberg                 |  |  |       |  |  |                                |  |  |                         |  |
|                                                |                    | Gundakar Thomas von Starhemberg         | Konrad Balthasar von Starhemberg                 |  |  |       |  |  |                                |  |  |                         |  |
|                                                |                    | Gundakar Thomas von Starhemberg         | Francesca Caterina Cavriani                      |  |  |       |  |  |                                |  |  |                         |  |
| Maria Gabriella von Starhemberg                |                    | Gundakar Thomas von Starhemberg         |                                                  |  |  |       |  |  |                                |  |  |                         |  |
|                                                |                    | Maria Josepha Joerger zu Tollet         | Johann Quintin Jorger zu Tollet                  |  |  |       |  |  |                                |  |  |                         |  |
|                                                |                    | Maria Josepha Joerger zu Tollet         | Johann Quintin Jorger zu Tollet                  |  |  |       |  |  |                                |  |  |                         |  |
|                                                |                    | Maria Josepha Joerger zu Tollet         | Maria Rosalia von Losenstein-Gschwendt           |  |  |       |  |  |                                |  |  |                         |  |
| Hieronymus Karl von Colloredo-Mansfeld         |                    | Maria Josepha Joerger zu Tollet         |                                                  |  |  |       |  |  |                                |  |  |                         |  |
|                                                | Bruno von Mansfeld | Bruno von Mansfeld                      |                                                  |  |  |       |  |  |                                |  |  |                         |  |
|                                                | Bruno von Mansfeld | Bruno von Mansfeld                      |                                                  |  |  |       |  |  |                                |  |  |                         |  |
|                                                | Bruno von Mansfeld | Christine von Barby-Mühlingen           |                                                  |  |  |       |  |  |                                |  |  |                         |  |
| Heinrich Franz von Mansfeld                    | Bruno von Mansfeld |                                         |                                                  |  |  |       |  |  |                                |  |  |                         |  |
|                                                |                    | Maria Magdalena von Toerring            | Ferdinand von Toerring                           |  |  |       |  |  |                                |  |  |                         |  |
|                                                |                    | Maria Magdalena von Toerring            | Ferdinand von Toerring                           |  |  |       |  |  |                                |  |  |                         |  |
|                                                |                    | Maria Magdalena von Toerring            | Renata zu Schwarzenberg                          |  |  |       |  |  |                                |  |  |                         |  |
| Maria Isabella von Mansfeld                    |                    | Maria Magdalena von Toerring            |                                                  |  |  |       |  |  |                                |  |  |                         |  |
|                                                |                    | Charles d'Aspremont                     | Absalon d'Aspremont                              |  |  |       |  |  |                                |  |  |                         |  |
|                                                |                    | Charles d'Aspremont                     | Absalon d'Aspremont                              |  |  |       |  |  |                                |  |  |                         |  |
|                                                |                    | Charles d'Aspremont                     | Claude d'Y                                       |  |  |       |  |  |                                |  |  |                         |  |
| Marie Louise d'Aspremont                       |                    | Charles d'Aspremont                     |                                                  |  |  |       |  |  |                                |  |  |                         |  |
|                                                |                    | Marie Françoise de Mailly               | Louis III de Mailly                              |  |  |       |  |  |                                |  |  |                         |  |
|                                                |                    | Marie Françoise de Mailly               | Louis III de Mailly                              |  |  |       |  |  |                                |  |  |                         |  |
|                                                |                    | Marie Françoise de Mailly               | Isabelle Claire Eugénie de Croy                  |  |  |       |  |  |                                |  |  |                         |  |
|                                                |                    | Marie Françoise de Mailly               |                                                  |  |  |       |  |  |                                |  |  |                         |  |